# Brandizzo
Brandizzo – miejscowość i gmina we Włoszech, w regionie Piemont, w prowincji Turyn.
Według danych na rok 2004 gminę zamieszkiwało 7399 osób, 1233,2 os./km².
W miejscowości jest stacja kolejowa Brandizzo.